# Sporledera hampeana
Sporledera hampeana là một loài Rêu trong họ Dicranaceae. Loài này được (Müll. Hal.) Mitt. miêu tả khoa học đầu tiên năm 1869.